# 韓国トヨタ自動車

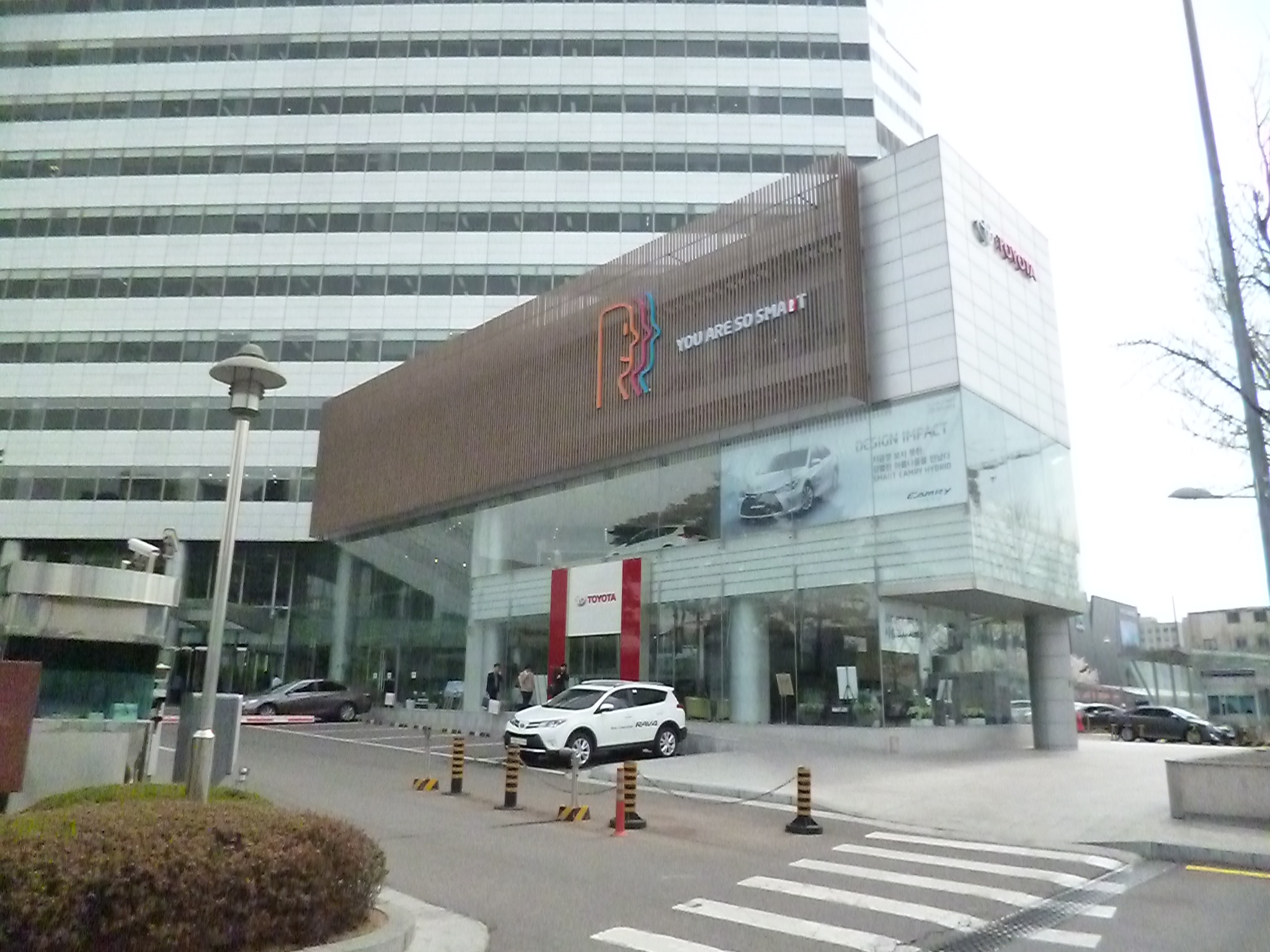
ショールーム（龍山）

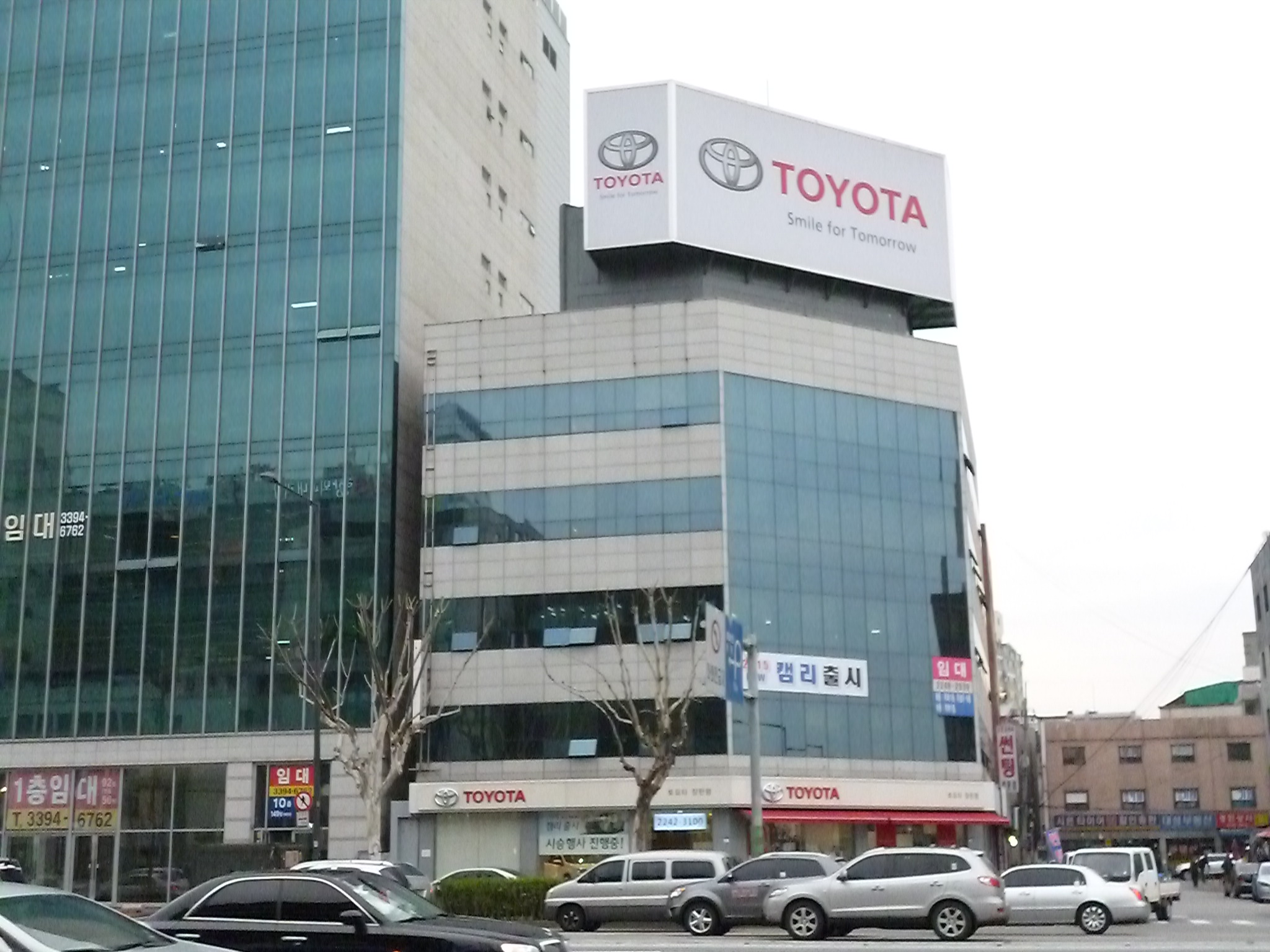
ショールーム（長漢坪）

韓国トヨタ自動車（かんこくとよたじどうしゃ、通称韓国トヨタ、TMKR）はトヨタ自動車の韓国における総輸入販売代理店である（トヨタ出資100％の完全子会社）。

## 概要
2000年3月に現地法人設立後、まずは2001年に「レクサス」（朝: 렉서스）ブランドを立ち上げたが、暫くの間「トヨタ」（朝: 토요타）ブランドは関税や韓国の政策的な問題もあり輸入されていなかった。しかし、日産や三菱、ホンダなど日本からの輸入車市場が急成長を見せる韓国において多様化しているユーザーのニーズに応えるべくレクサスに加えてトヨタブランド導入に踏み切り、2009年10月20日に各ショールーム（国内5ヶ所、うちソウル3ヶ所）での営業を開始。2022年2月現在、国内25ヶ所（うちソウル6ヶ所）の販売拠点を持つ。

## ラインナップ
韓国の法規に則り、2012年までの各モデルまではLEDヘッドライトは装着されていなかったが、2012年に解禁となり、順次、フルモデルチェンジや改良時等で装着された。

### トヨタブランド
2024年6月現在。特記しない場合はすべて日本からの輸入車である。
- カムリ（캠리、発音的には「ケェムリ」） - 日本仕様の「WS」相当は2.5Lガソリン車が「スポーツエディション カムリ」として200台限定で投入される。輸入車初の韓国カー・オブ・ザ・イヤー受賞車（2013年）
  - カムリハイブリッド（캠리 하이브리드） - 2022年モデルより、日本仕様の「WS」相当の「XSE」がハイブリッド車限定で追加された。
- プリウス（프리우스）/プリウスPHEV（프리우스 PHEV） - 国産車・輸入車含めハイブリッド専用車は韓国市場初となる。[2]
- RAV4（5代目）
  - RAV4ハイブリッド/RAV4 PHEV
- シエナ（4代目/시에나） - アメリカからの輸入車。4代目からパワートレインはハイブリッドのみになり、リミテッドのFFとAWDが導入。
- ハイランダー - 同上。
- GRスープラ - オーストリア・マグナ・シュタイア社からの輸入車。
- 86（朝: 하치로쿠）
- アルファード（알파드） - 19インチホイールなど日本仕様とは一部装備が異なる。
- クラウン（크라운） - 日本名：クラウン クロスオーバー。アバロンの実質的後継車種としてラインナップされる。「クラウン」の韓国導入は新進自動車（現： 韓国GM）時代のノックダウン生産以来50余年ぶりとなる。

### レクサスブランド
2024年6月現在。すべてが日本からの輸入である。
- LC
- LS（「F SPORT」は非設定）
- ES
- RX
- NX
- UX
- RZ

#### 取扱終了の車種
- カローラ（코롤라、発音的には「コロㇽラ」）
- FJクルーザー（FJ크루저）
- ヴェンザ（벤자）
- プリウスV（프리우스V、日本名：プリウスα。日本仕様の「S 5人乗り」相当に樹脂製パノラマルーフを加えたモデルのみの設定）
- プリウスC（프리우스 C、日本名：アクア。2018年4月より販売開始。日本仕様の「G」相当にアルミホイール等を追加した仕様）
- プリウスCクロスオーバー （프리우스 C CROSSOVER、日本名：アクアクロスオーバー）
- アバロン（아발론、発音的には「アバㇽロン」）- アメリカからの輸入車。韓国におけるトヨタブランドの最上級車種で4代目はガソリンV6,5代目はハイブリッドのみ導入。
- SC
- IS（「300」系のみ）
- IS C（250のみ）
- IS F
- GS
- CT
- RC
- RC F（「300h」は取り扱わなかった)

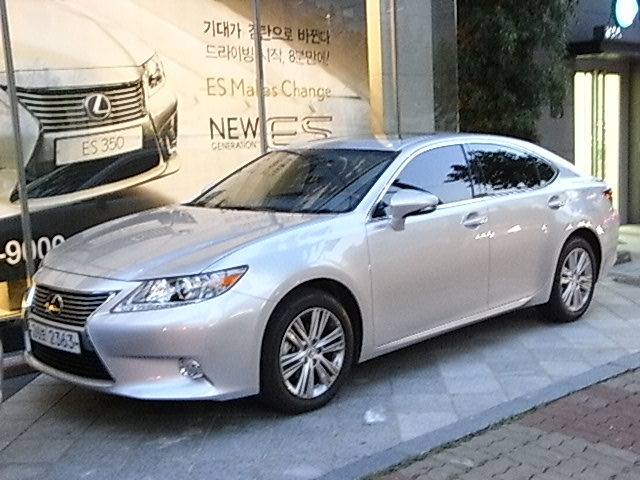
レクサスES
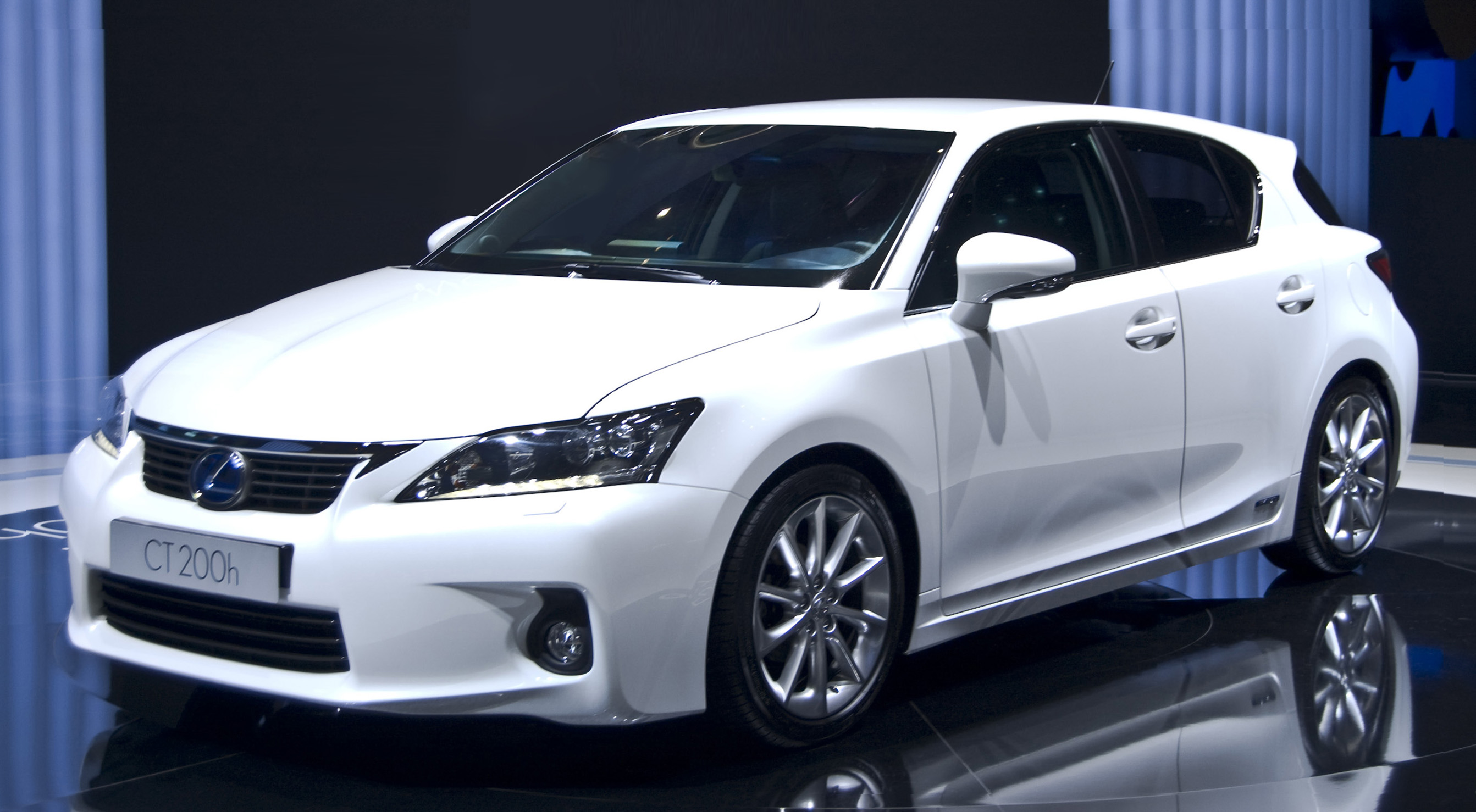
レクサスCT
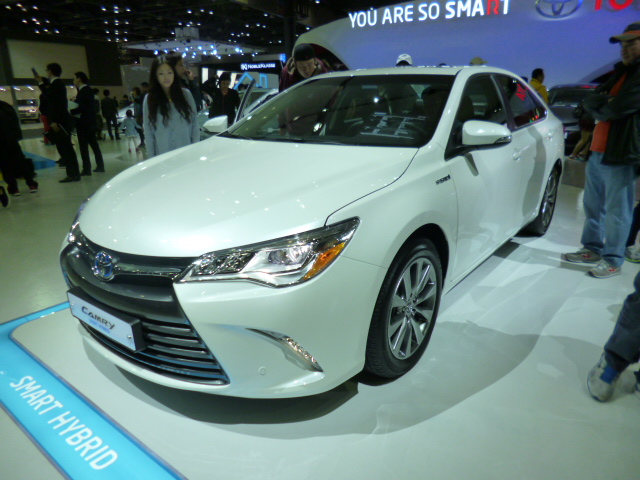
トヨタカムリ
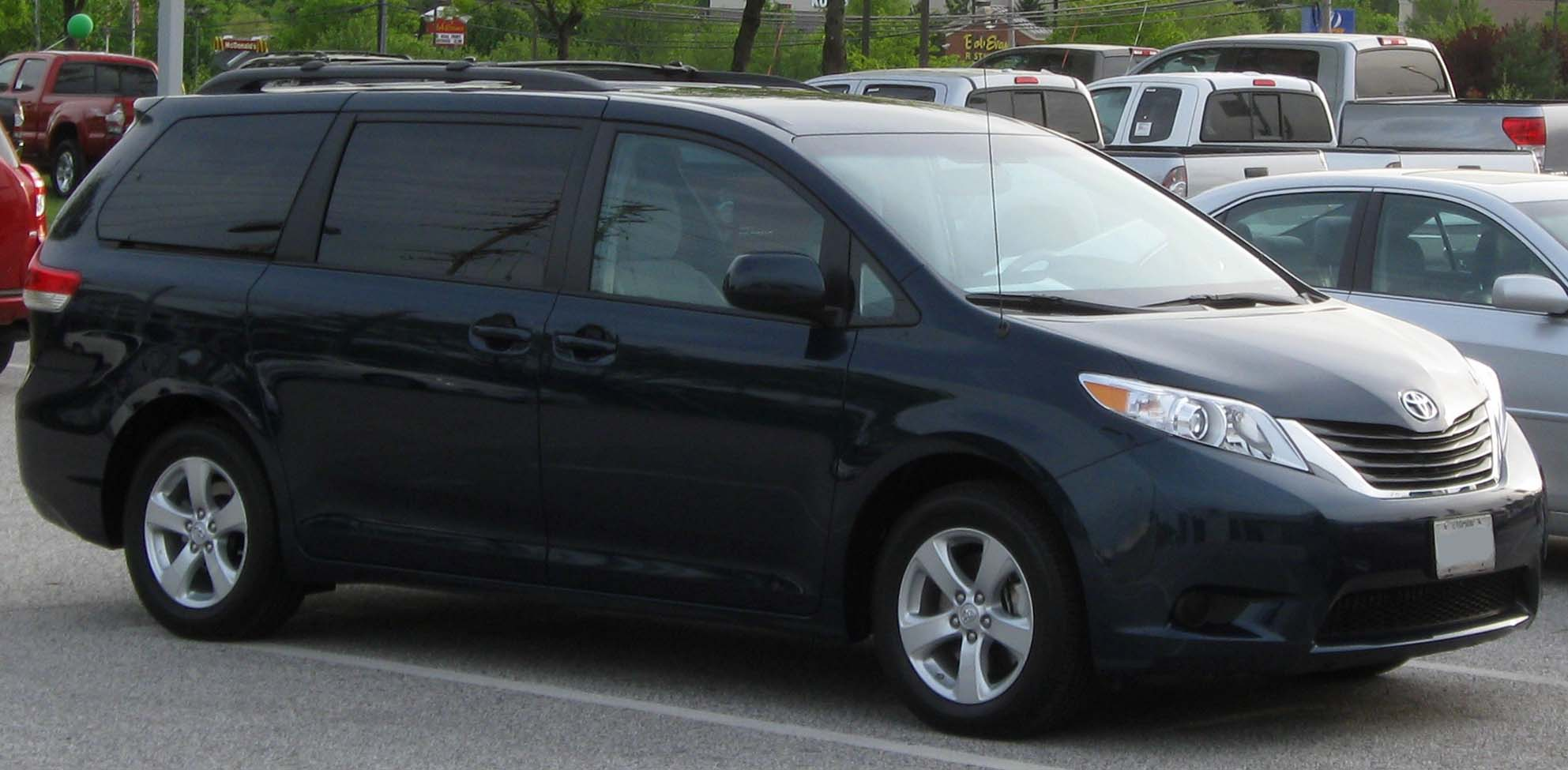
トヨタシエナ
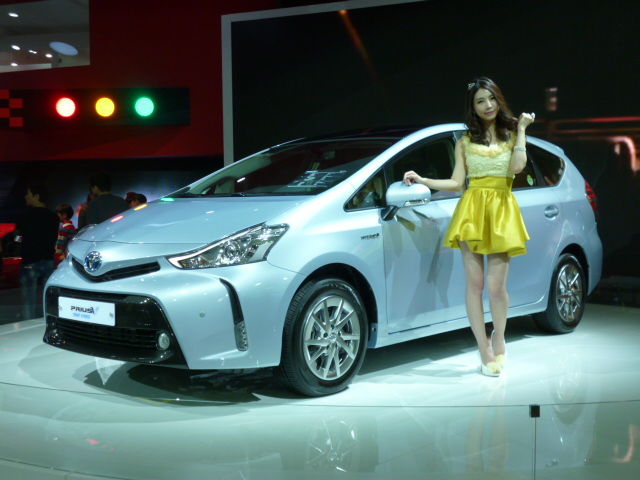
トヨタプリウスV
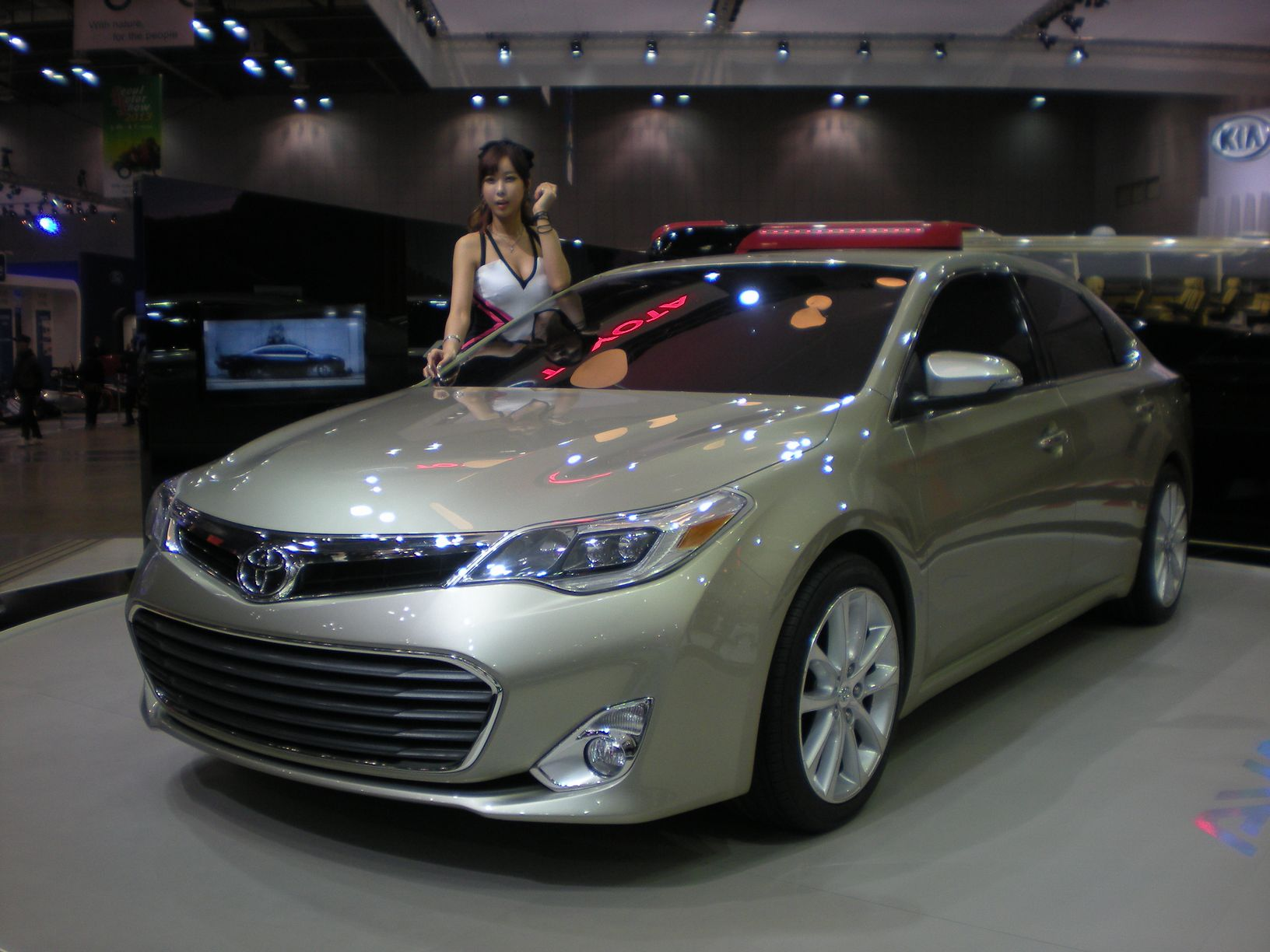
トヨタアバロン
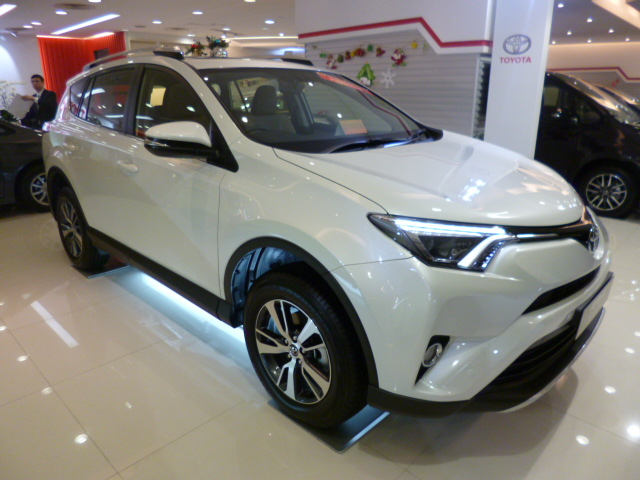
トヨタRAV4

## 韓国トヨタ設立以前のトヨタの韓国進出
韓国トヨタが設立されるはるか前、1965年から1972年ごろまで韓国GMの前身である新進自動車（신진자동차：シンジンジャドンチャ）がトヨタと提携してクラウン、コロナ、パブリカ、トヨエース（新進名：エース）をノックダウン生産し、新進ブランドで販売していたことがある。
1996年、韓国政府が日本製乗用車の輸入を許可していなかった頃、豊田通商が在韓日系企業及び日本大使館向けに米国製アバロンやカムリを試験的に輸入・販売したことがあった。

## メセナ
韓国トヨタはトヨタブランドの導入を機に、新たな社会貢献活動を開始。最初の取組みとして2010年より韓国全土の初等学校低学年を対象とした「トヨタ交通安全学校」を実施。
2010年、設立10周年を機に、新たな活動として「Smile Together Campaign」を実施すると発表。「すべての方に快適な移動の自由を提供する」というトヨタの理念の下、社会福祉団体に対しハイエース福祉車両2台の無償レンタルを開始した。